# مرکز مطالعات خاورمیانه دانشگاه لوند

## تاریخچه
مرکز مطالعات خاورمیانه یا سی‌ام‌ای‌اس (به انگلیسی: The Center for Middle Eastern studies)در سال ۲۰۰۷ به نمایندگی از یک تلاش جدید برای انجام و هماهنگی تحقیقات در مورد خاورمیانه در دانشگاه لوند تأسیس شد. از زمان تأسیس دانشگاه لوند در سال ۱۶۶۶، اسلام‌شناسی و زبان‌های سامی(به لاتین: linguarum orientalium) تدریس می‌شد، اما هیچ تلاش هماهنگی برای تمرکز بر پژوهش وجود نداشت. در سال ۲۰۰۷ این مرکز توسط شاهزادهٔ اردنی، حسن بن طلال افتتاح شد و از آن زمان تاکنون میزبان دانشمندان مشهور بین‌المللی مانند رابرت فیسک، داریوش رجالی، آرون دیوید میلر و نائومی ساکر بوده‌است.

## ساختار
سی‌ام‌ای‌اس هم به‌عنوان یک مرکز بین‌المللی برای تحقیقات چندرشته‌ای و هم به‌عنوان یک دپارتمان آکادمیک، به برگزاری دوره‌ها، سمینارهای آزاد و نمایش فیلم‌ها که با حضور متخصصان در زمینه‌هایشان برگزار می‌شود، اقدام می‌کند. چهار رکن ساختار اصلی سی‌ام‌ای‌اس عبارتند از:
- پژوهش
- دانشگاهیان
- انتشار
- توسعه

## کارکنان

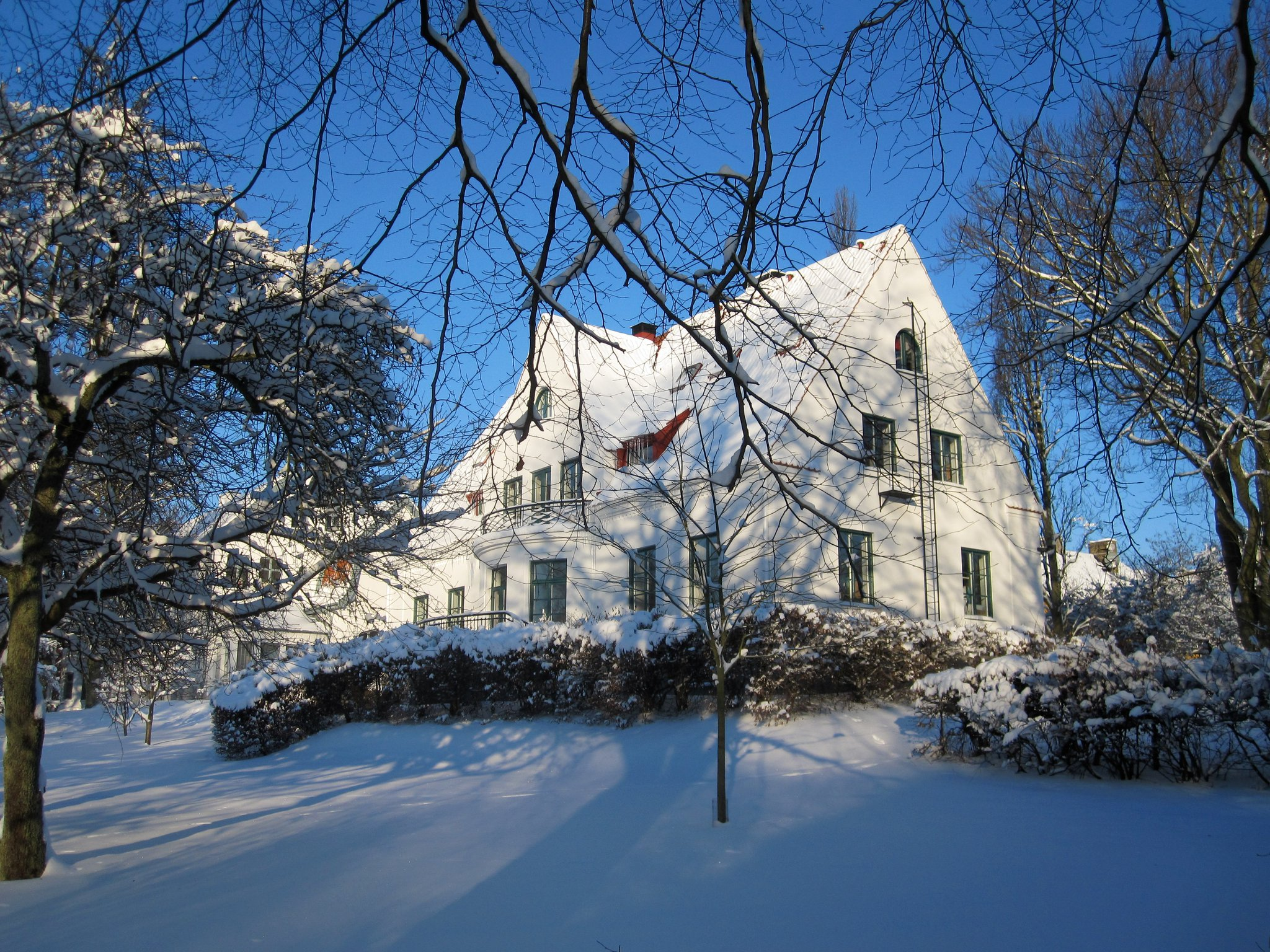
خانه سی‌ام‌ی‌اس واقع در در لوند

- مدیر: لیف استنبرگ
- مدیر برنامه کارشناسی ارشد: تورستن جانسون

پژوهشگران میهمان:
- مارک لوین
- عبدالهادی خلف
- اریک هوگلند
- لری دنس
- ماتیاس ماسبرگ
- اینگمار کارلسون
- مونا ابازا

## برنامه کارشناسی ارشد
برنامه کارشناسی ارشد اولین بار در پاییز ۲۰۱۰ اجرا شد. این یک برنامه دو ساله (چهار ترم) است که طیف گسترده‌ای از تخصص‌ها را در مطالعات خاورمیانه ارائه می‌دهد. ترم اول از دروس اجباری در تئوری پایه و مطالعات چند رشته‌ای در رابطه با خاورمیانه تشکیل شده‌است. ترم دوم طیف گسترده‌ای از دروس انتخابی (مانند ساختارهای سیاسی، رسانه‌ها، جامعه‌شناسی، سیاست آبی و اسلام) را در بر می‌گیرد و به دانشجویان این امکان را می‌دهد که مطالعات خود را بر اساس علایق خود متمرکز کنند. ترم سوم یک ترم کارآموزی است که در آن به دانشجویان این امکان داده می‌شود که در دانشگاه دیگری مانند دانشگاه آمریکایی در بیروت کنند یا در جایی در خاورمیانه کارآموزی کنند. ترم چهارم از دروس و کارهای مرتبط با پایان‌نامه کارشناسی ارشد تشکیل شده‌است.
در طول چهار ترم، به دانشجویان کلاس‌های عربی برای آمادگی برای ترم سوم ارائه می‌شود. کلاس‌های زبان ترکی و فارسی نیز برگزار می‌شود. علاوه بر کلاس‌های زبان، چندین پروژه تحقیقاتی (و همچنین خود مرکز) انواع مختلف کارآموزی را ارائه می‌دهند، در طول سال تحصیلی ۲۰۱۰–۲۰۱۱ حدود ۱۰ دوره کارآموزی توسط دانشجویان دوره کارشناسی ارشد تکمیل شد.
همچنین به دانشجویان یک عضویت یارانه ای در انجمن امور خارجی - UPF پیشنهاد می‌شود تا به آنها کمک کند تا در زندگی دانشجویی لوند مشارکت کنند.

## جهت‌گیری‌ها و پروژه‌های تحقیقاتی
سی‌ام‌ای‌اس دارای چهار جهت تحقیقاتی کلی است که توسط شورای تحقیقات سوئد تحت پروژه «چتر» دربارهٔ «خاورمیانه در جهان معاصر» تأمین می‌شود. تعدادی پروژه در چهار حوزه اصلی تحقیقاتی وجود دارد.

### تفاسیر معاصر اسلام و فرهنگ مسلمانان
- تصوف در سوریه معاصر به رهبری لیف استنبرگ
- هنر و فرهنگ مصرف در مصر به رهبری مونا اباظه
- گفتمان‌های مقاومت از طریق توسعه سیاسی در ایران به رهبری اریک هوگلاند.

### سیاست آبی، امنیت و حقوق بین‌الملل
این پروژه بر مدیریت آب متمرکز است که به جلوگیری از درگیری‌هایی که، ممکن است از منابع آب ناشی شود، کمک می‌کند.
- تضاد و همکاری بر سر رودخانه اردن به بررسی روابط بین راه‌های آب محلی و مجازی برای حفظ آب در رودخانه اردن می‌پردازد. این پروژه توسط دکتر کارین اوتام[۳] اداره می‌شود.
- ترویج مدیریت یکپارچه منابع آب(آی‌دبلیوآراِم). هدف این پروژه رسیدگی به مبادلات بین گزینه‌های مدیریت آب ملی و بین‌المللی است.

### مهاجرت و تحرک
سه پروژه تحقیقاتی را پوشش می‌دهد (که از سال ۲۰۱۱ آغاز شده‌است)، این پروژه‌ها توسط عبدالهادی خلف و پتر پیلسجو هدایت می‌شوند، در حالی که دو پروژه مربوط به منطقه شورای همکاری خلیج فارس است و پروژه سوم بخش عراقی کردستان را پوشش می‌دهد:
- «مصالحه کارگران خارجی»(به انگلیسی: The Plight of Foreign Workers) شرایط و امکانات کارگران خارجی برای سازماندهی خود را بررسی می‌کند.
- پروژهٔ «کارگران مهاجر و ابهامات قضایی در شورای همکاری خلیج فارس» شکایات ارائه شده به دادگاه‌های شورای همکاری خلیج فارس در مورد کارگران خارجی و نحوه برخورد قوه قضایی با این پرونده‌ها را از طریق اسناد رسمی بررسی می‌کند.
- هدف «الگوهای مهاجرت در کردستان عراق و ارتباط آنها با عوامل محیطی» بررسی چگونگی تأثیر محیط بر مهاجرت از طریق جی‌آی‌اس، سنجش از دور و کار میدانی است.

### پروژه‌های دیگر
در داخل مرکز پروژه‌های تحقیقاتی دیگری نیز وجود دارد:
- «پروژه کشورهای موازی» (به انگلیسی: The Parallel States Project)راه حلی جایگزین برای مناقشه اسرائیل و فلسطین را بررسی می‌کند. کنفرانسی نیز در اکتبر ۲۰۱۰ در لوند در این‌خصوص برگزار شد.[۴]
- هدف پروژهٔ «زنان برای رشد پایدار»، ایجاد ارتباط بین رهبران زن، کسب و کارها، ارتباط بین شورای همکاری خلیج فارس و اسکاندیناوی و عملکرد این مرکز به عنوان یک مرکز پژوهشی، ترویج رشد پایدار است.[۵]
- «فرهنگ و موسیقی مصرف‌کننده مسلمان در مصر و عربستان سعودی»[۵] بحث پیرامون سانسور موسیقی در ژانرهای راک و هیپ هاپ و مقاومت از طریق این ژانرها در عربستان سعودی و مصر را مطالعه می‌کند[۶]
- «مذهب، هویت و ادغام ترکیه با اتحادیه اروپا»، یک پروژه تحقیقاتی به سرپرستی سفیر اینگمار کارلسون که به بررسی شکل‌گیری هویت ترک و تأثیر آن بر اتحادیه اروپا می‌پردازد.[۶]

## نقد خاورمیانه
مرکز مطالعات خاورمیانه، ژورنال نقد خاورمیانه را در سال ۲۰۱۰ خریداری کرد. اریک هوگلاند، استاد سابق کالج بیتس، سردبیر و مؤسس این مجله است. این مجله برای اولین بار در سال ۱۹۹۲ منتشر شد. به دانشجویان برنامه کارشناسی ارشد، در این مجله دوره‌های کارآموزی ارائه می‌شود تا به آنها کمک کند دانش و تجربه خود را از تحقیقات دانشگاهی افزایش دهند.

## نگارخانه

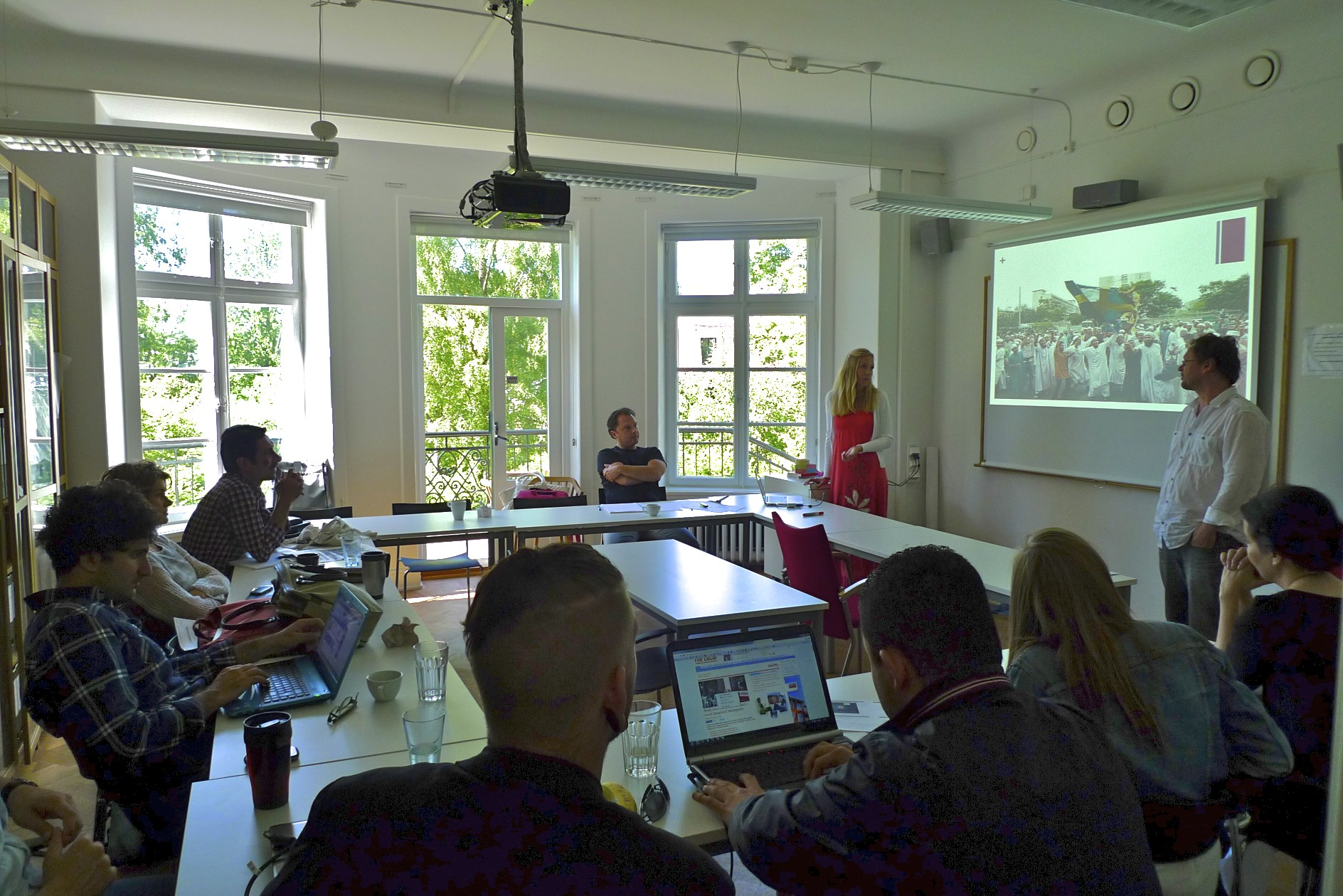
کلاس درس سی‌ام‌ای‌اس در ژوئن ۲۰۱۱.
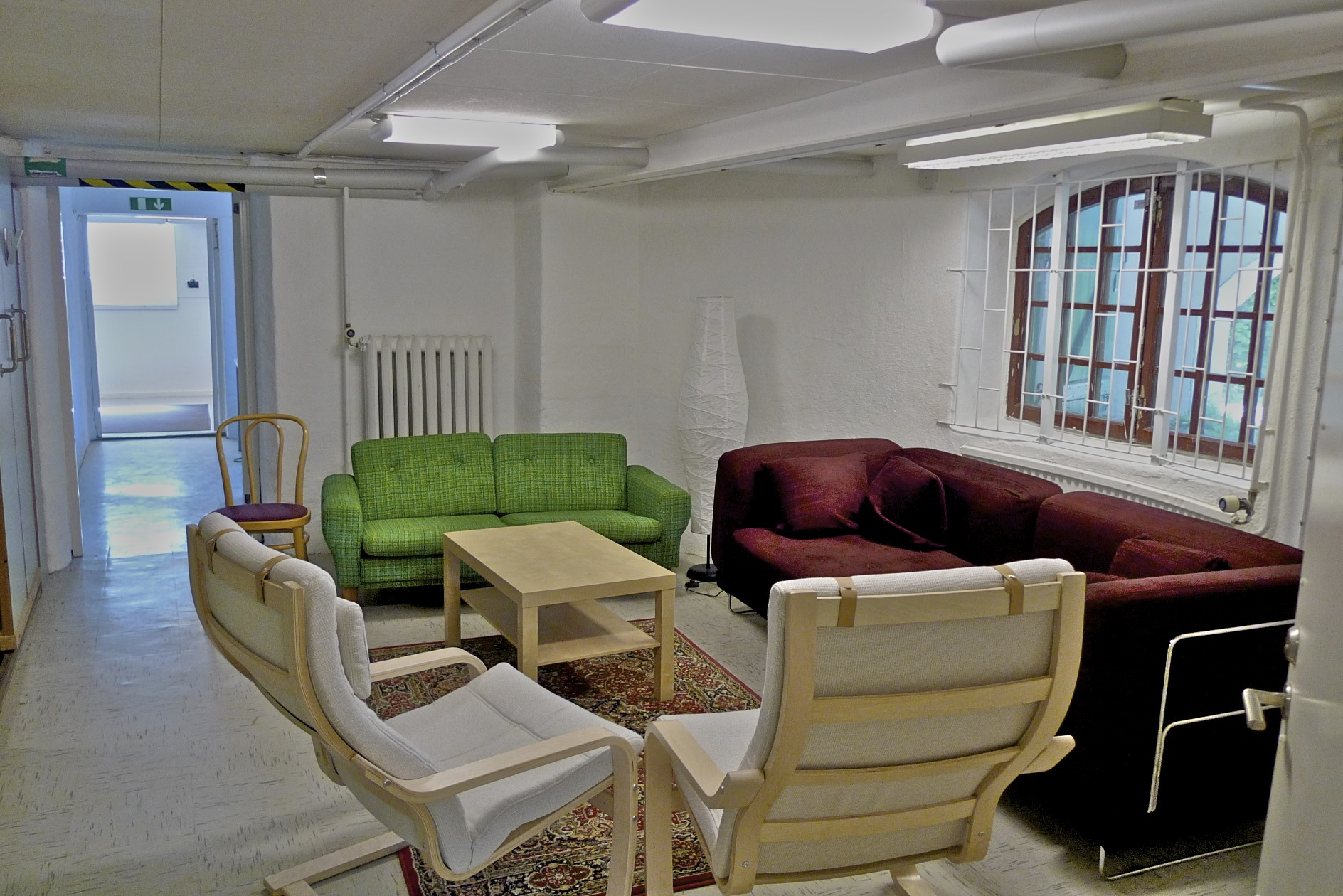
محله دانشجویی سی‌ام‌ای‌اس
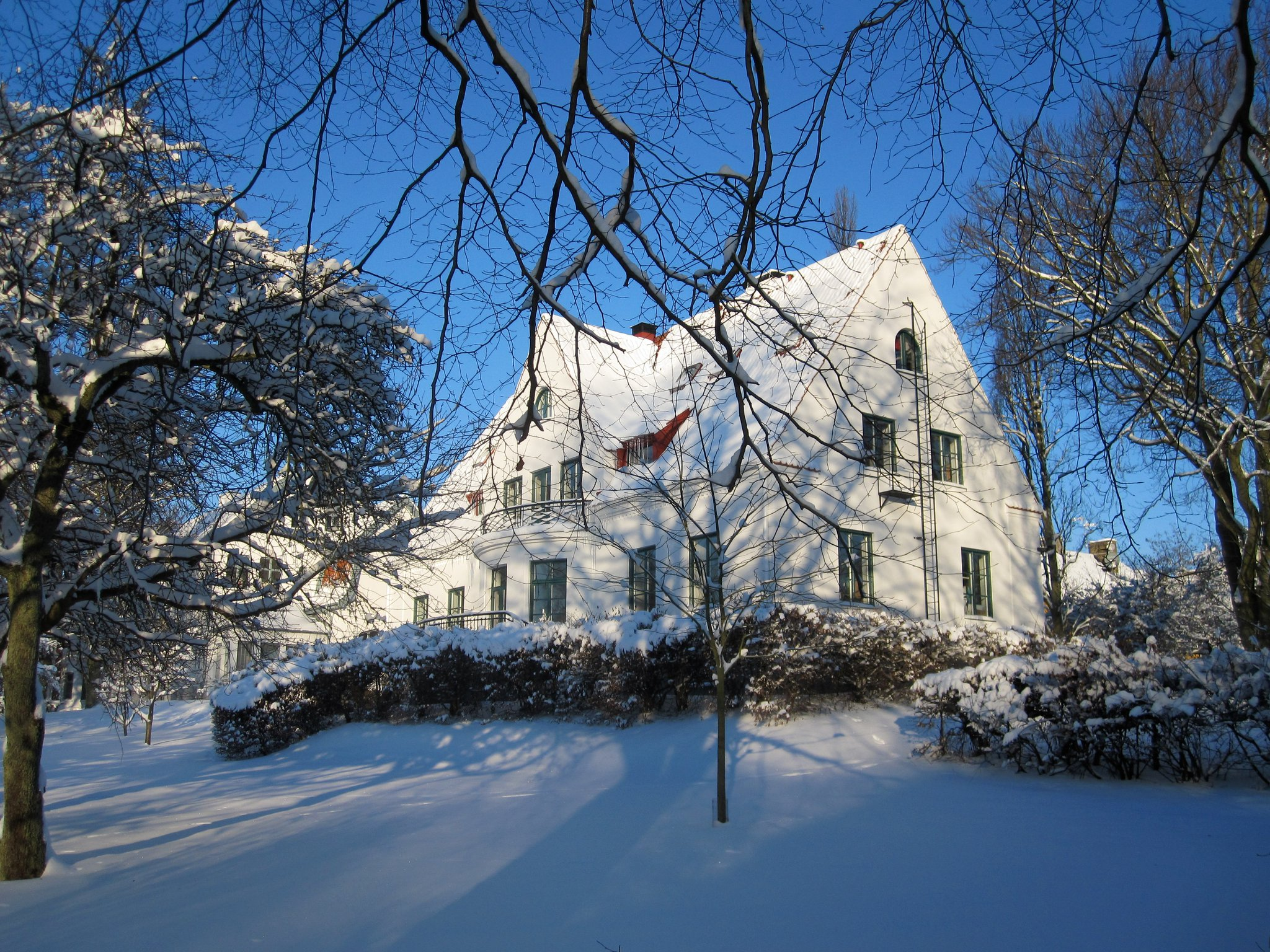
خانه سی‌ام‌ای‌اس در لوند
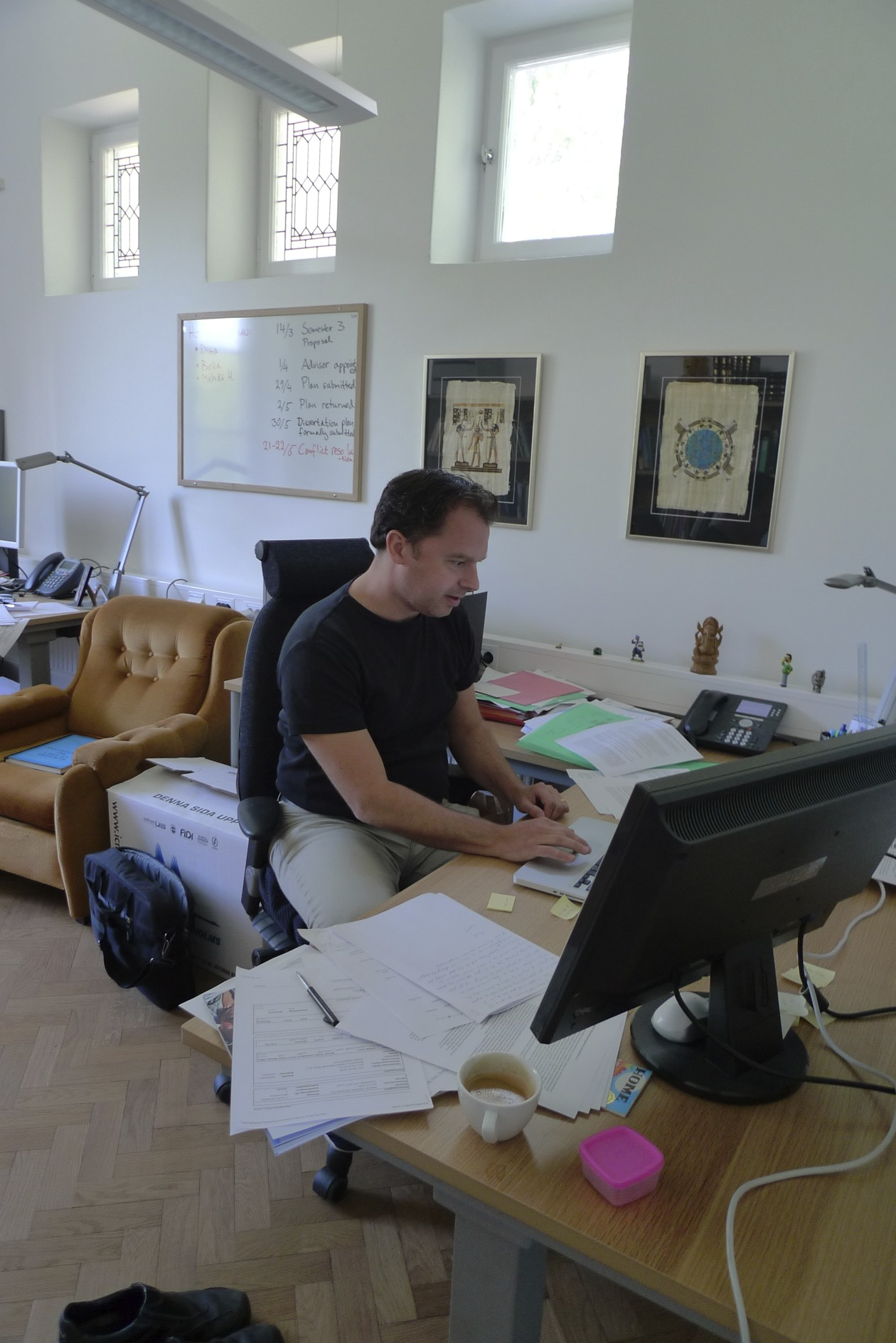
تورستن جانسون، مدیر برنامه کارشناسی ارشد که در ژوئن ۲۰۱۱ در دفتر خود.